# Clinotarsus alticola
Clinotarsus alticola е вид жаба от семейство Водни жаби (Ranidae). Видът не е застрашен от изчезване.

## Разпространение
Разпространен е в Бангладеш, Индия, Мианмар и Тайланд.